# Козлов, Фёдор Николаевич
Фёдор Николаевич Козлов (9 апреля 1959, Семиярск, Бескарагайский район, Семипалатинская область, Казахская ССР, СССР — 1 сентября 1990, СИЗО-1, Новосибирск, Новосибирская область, РСФСР, СССР) —  советский серийный убийца и насильник, совершивший 7 убийств девушек и женщин (в том числе убил свою бабушку и троюродную сестру) в Ростовской, Новосибирской и Омской областях в 1976 и 1989 годах. В 1990 году был приговорён к смертной казни через расстрел, но через несколько месяцев после суда покончил с собой.

## Биография

### Детство
Фёдор Козлов родился 9 апреля 1959 года в селе Семиярск (Семипалатинская область). Вскоре после его рождения семья перебралась на территорию Ростовской области, где прошли детские и юношеские годы Фёдора. В школьные годы Козлов в силу своей интровертности был мало популярен в округе и в школе, носил статус социального изгоя, по причине чего в середине 1970-х потерял интерес к учебному процессу и его отношения с родителями резко ухудшились. Будучи подростком, Фёдор стал демонстрировать признаки психического расстройства и проявлять агрессию к окружающим. В начале 1976 года переехал жить к бабушке.

### Двойное убийство
Пребывая в тяжёлом психоэмоциональном состоянии, в начале 1976 года Козлов совершил нападение на свою троюродную 11-летнюю сестру, в ходе которого изнасиловал её. Во время совершения акта сексуального насилия в комнату вошла бабушка Фёдора, после чего он в приступе гнева зарубил топором её и сестру. Козлов был арестован. В конце 1976 года Ростовским областным судом Фёдор Козлов был признан виновным по всем инкриминируемым ему обвинениям и приговорён к 10 годам лишения свободы — максимально возможному сроку лишения свободы, который мог быть применён к лицам, не достигшим совершеннолетия, в СССР.
Отбыв уголовное наказание полностью, Фёдор Козлов вышел на свободу в 1986 году, после чего перебрался в Новосибирскую область. Он нашёл жильё в селе Ложок Искитимского района Новосибирской области, где вскоре женился на женщине, с которой познакомился и переписывался в период отбывания уголовного наказания в колонии. Вскоре жена родила ему ребёнка, а Фёдор устроился на работу сварщиком. После рождения ребёнка семья временно разделилась: Козлов остался жить в Ложке, а его супруга временно переехала к своим родителям в село Евсино Искитимского района, после чего Козлов совершил серию убийств.

### Серия убийств
Первое после освобождения убийство Фёдор Козлов совершил 16 июня 1989 года. Его жертвой стала 18-летняя Наталья Родникова, которая в тот день ехала на электричке в село Ложок из села Линёво, где работала продавщицей. Девушка вышла на железнодорожной станции и свернула на грунтовую дорогу с целью сократить путь до дома, по которой также возвращался домой после работы Фёдор Козлов. Догнав Родникову, Козлов, угрожая ей ножом, повёл её вглубь леса, где изнасиловал и убил ударом ножа в область шеи. Той же ночью после долгих раздумий убийца вернулся на место совершения преступления, где с целью уничтожить улики забросал тело Родниковой ветками и поджёг. Обгоревшие останки Родниковой были обнаружены на следующий день отцом девушки, который опознал свою дочь по не сгоревшим элементам одежды и обуви. После совершения убийства Козлов сразу же попал под подозрение милиции (как ранее судимый), которая для расследования сформировала следственно-оперативную группу. Но так как на тот момент Козлов вёл законопослушный образ жизни, не был замечен в употреблении алкогольных напитков и положительно характеризовался на работе, в конечном итоге он был исключён из числа подозреваемых.
В начале июля 1989 года Козлов совершил второе убийство, жертвой стала 12-летняя Мария Дорофеева, с которой Фёдор познакомился в городе Искитиме. Девочка, катаясь на велосипеде, наехала Козлову на ногу недалеко от вокзала. Козлов представился милиционером, показав девочке удостоверение ударника коммунистического труда (в действительности оно принадлежало его тёще), после чего заманил её к заброшенному двухэтажному дому возле Искитимского завода теплоприборов, где связал в позе «ласточки» с помощью тесёмки белого цвета, вставил в рот кляп, сделанный из лейкопластыря, изнасиловал и убил ударом ножа в область шеи, после чего поджёг тело.
Через несколько дней Козлов совершил на территории Искитима ещё одно нападение на 19-летнюю девушку. Девушка рассказала сотрудникам милиции, что Фёдор напал на неё в районе одного из пляжей города в то время, когда на пляже было мало отдыхающих. Согласно её показаниям, Козлов попросил девушку угостить его сигаретой, после чего, убедившись в отсутствии свидетелей, напал на неё и сумел связать её руки тесёмкой белого цвета. Используя своё астеническое телосложение, девушка смогла освободиться от пут и сбежать от преступника. На основании показаний жертвы нападения милицией был составлен фоторобот преступника, который был опубликован во всех местных газетах на территории Новосибирской области.
Совершив ряд неудачных нападений, Фёдор Козлов решил совершить ряд преступлений в других районах области с целью завести следствие по ложному следу. В начале августа 1989 года он прибыл в Новосибирск, где после нескольких часов блужданий по улицам города совершил нападение на 18-летнюю девушку, которую также изнасиловал и зарезал, после чего с целью уничтожения улик, изобличающих его в совершении убийства, закидал тело ветками и поджёг. Через несколько дней, действуя по той же схеме, он изнасиловал и убил 24-летнюю девушку, тело которой он также поджёг. После этого в Новосибирской области были объявлены план и оперативные меры по поиску и задержанию особо опасных преступников, с целью чего для ареста Козлова подключились военнослужащие местных воинских частей, пожарные и городская милиция ряда городов области.
В середине августа Козлов взял на работе отпуск и уехал в Омск, где проживали родственники его жены. 21 августа 1989 года во время прогулки на территории города он совершил убийство 11-летней девочки. Козлов продемонстрировал во всех убийствах выраженный ему образ действия. Девочку, как и предыдущих своих жертв, он связал белой тесёмкой в позу «ласточки», вставил ей в рот кляп из лейкопластыря, после чего изнасиловал, нанёс удар ножом в область шеи и поджёг тело. Этими обстоятельствами Козлов привлёк внимание новосибирских оперативников, которые предположили, что убийство совершено тем же человеком, который совершил аналогичные убийства в Новосибирске и Искитиме. Новосибирские оперативники связались с руководством милиции Омска и в последующие дни развернули поисковую операцию на территории Омской области.

### Арест, следствие и суд
В конце августа того же года Фёдор Козлов вернулся в Новосибирскую область. 1 сентября 1989 года он приехал в Бердск, где недалеко от железнодорожной станции совершил нападение на женщину, в ходе которого жертва оказала яростное сопротивление и привлекла своими криками внимание прохожих, после чего Козлов сбежал. Вскоре об инциденте узнали двое пожарных, которые принимали участие в операции по поиску преступника. Жертва нападения во время опроса описала внешность Козлова, после чего опознала его среди людей, находившихся на привокзальной площади, после чего за Козловым была организована слежка.
Фёдор Козлов был арестован через несколько минут после того, как он покинул привокзальную площадь Бердска на автобусе. Во время проверки документов он подвергся обыску, во время которого у него были обнаружены нож, тесёмка белого цвета, лейкопластырь и билет на автобус до Омска. После ареста Козлов быстро дал признательные показания в совершении 5 убийств и 5 нападений на девушек и женщин, которые окончились неудачно, вследствие чего жертвы нападений остались живы.
Во время судебного процесса Фёдор Козлов был признан виновным по всем инкриминируемым ему обвинениям, после чего 23 апреля 1990 года он был приговорён Новосибирским областным судом к высшей мере наказания — смертной казни через расстрел. После суда он находился в камере смертников СИЗО-1 в Новосибирске, где 1 сентября 1990 года совершил самоубийство, повесившись в своей камере.

## В массовой культуре
- Документальный фильм «Примета убийцы» из цикла «Следствие вели»[6] (2018)